# Sots Art

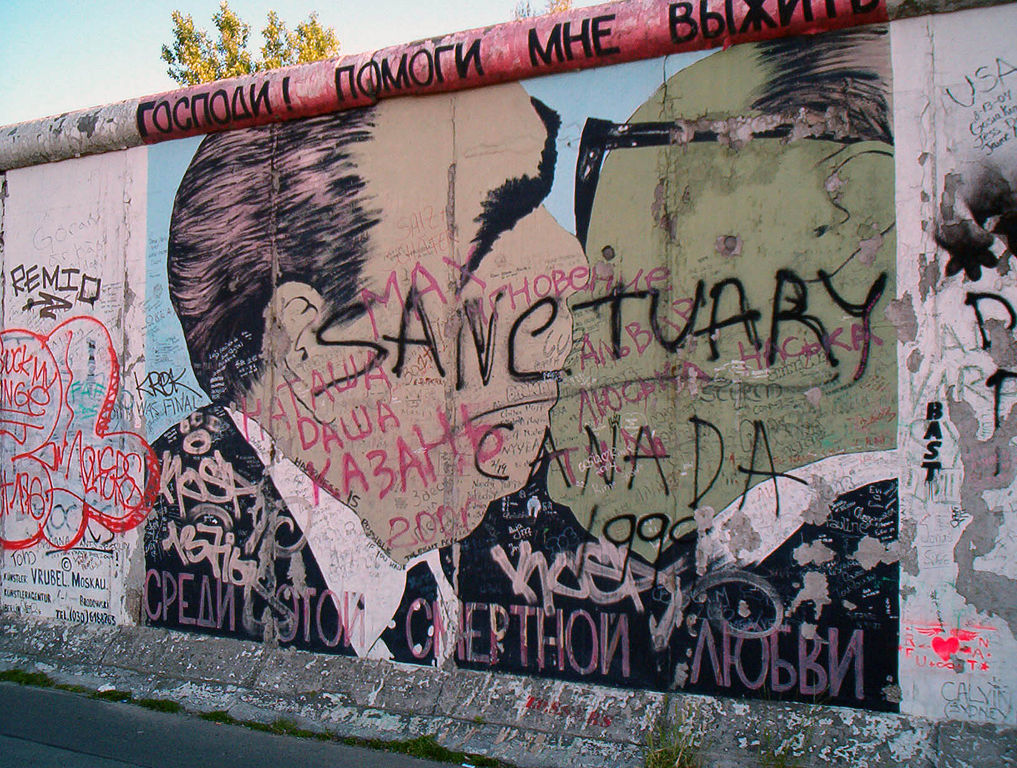
Œuvre peinte en 1989 par Dmitry Vrubel sur le Mur de Berlin

Le Sots Art (Соц-арт) est un mouvement artistique né en Russie soviétique. Les artistes Vitaly Komar et Alexandre Melamid ont inventé le terme art Sots en 1972 à Moscou. Le Sots Art est né après le Réalisme socialiste russe.
C'est un art politique qui est né en Russie au début des années 1970 et qui existe encore aujourd'hui (en 2008). On peut le définir comme du pop art soviétique. En effet, il y a dans ce mouvement une critique de la culture de masse, l'utilisation des icônes et du détournement mais aussi une véritable critique des dirigeants politiques Russes ainsi que des dissidents de l'opposition ; ceci le différencie donc du pop art malgré tout. Les artistes étaient exclus des expositions officielles russes, par conséquent, leurs expositions, leurs performances se déroulaient dans des appartements privés.
Beaucoup de ces artistes vont émigrer aux États-Unis, à la fin des années 1970 et au début des années 1980, où ils vont pouvoir faire des expositions dans des galeries, des musées par exemple. À partir de cette période, les artistes vont mélanger les icônes russes et les icônes américaines.
Dans les années 1980, le Sots Art arrive aux États-Unis pendant la vague d'émigration de Juifs.
Il influencera le nouvel art chinois des années 1990.
Les artistes s'expriment à travers des photomontages, des photographies, des objets détournés, des affiches, des performances... Le sots art est présent aussi dans le design et l'architecture.

## Expositions
- Sots art, art politique en Russie de 1972 à nos jours, en 2007 à la Maison rouge
  - Une polémique est née du refus du gouvernement russe de laisser exposer une douzaine d'œuvres
- Nouvelle Galerie Tretiakov

## Les artistes et les œuvres
- Alexander Kosolapov:
  - Saint Sébastien, 1980
  - Cocktail Molotov (pochoir, papier, peinture d'imprimerie), 1990
- Leonid Sokov, Staline et Monroe, 1991
- Dimitry Vrubel, God Help Me to Survive in This Deadly Love, 1998
- Maria Konstantinova, Etoile et croix gammée, 1982
- Blue Noses Group, The Candle of our Life, 2004
- Grisha Bruskine, Le Paradis perdu, 1990
- Ilya Kabakov
- Komar et Melamid, double autoportrait, 1972
- Oleg Kulik, Ton candidat c'est Kulik, 1995-1996
- Leonid Sokov, La rencontre de deux sculptures, 1984 (rencontre d'un sculpture de Lénine et de Giacometti)